# 酱牛肉
酱牛肉是一道牛肉食品，制作方法比較简单。一般被认为是属于清真食品，在中国北方尤其受到欢迎。
在《楚辞》的“大招”和“招魂”篇里的菜谱上都有牛肉的菜谱。在宋朝之前，中国的主要肉食就包括牛羊肉。

## 历史
清代中期，由河北沧州回族人刘禄发明，此后他开设了酱牛肉的专营店名为“万盛永”。

## 相关链接
- 清真食品
- 羊肉泡馍